# Esfèriques (Menelau d'Alexandria)
La major contribució de Menelau d'Alexandria a la trigonometria és l'Sphaerica, que consta de tres llibres. És el primer tractat matemàtic on se separa la trigonometria esfèrica de l'astronomia, convertint-la en una ciència separada.
L'obra no ha sobreviscut en grec, però ha estat traduïda a l'àrab i, posteriorment, al llatí i a l'hebreu des de l'àrab. Hi ha hagut diferents versions llatines. Un dels traductors al llatí va ser Gerard de Cremona el 1187, l'edició del qual es va transformar en diversos manuscrits.
Pel treball de traducció en hebreu, l'editor encarregat va ser Jacob ben Māhir ibn Tibbon l'any 1273.
Com es veurà, el primer llibre és un tractat sobre geometria a l'esfera. El segon llibre és una aplicació de la trigonometria a l'observació astronòmica. Per acabar el tercer llibre és un llibre de trigonometria esfèrica en un sentit més estricte. És en aquest llibre on trobarem el famós teorema de Menelau.

## Llibre I
En aquesta primera part, Menelau intenta fer una analogia del llibre I d'Elements d'Euclides.
L'escrit de l'Sphaerica comença amb la primera definició conservada de triangle esfèric de tota la història:
"Un triangle esfèric és l'espai limitat pels arcs de cercle màxim en la superfície d'una esfera". La limitació d'aquests arcs també s'indica: han de ser menors que un semicercle. És a dir, les intersecció d'aquests arcs ens donen els vèrtex.
D'altra banda, fa una definició molt natural dels angles del triangle, i s'ajuda de l'angle que formen els plans que tallen l'esfera per formar els arcs màxims. L'angle recte és definit a través de l'angle recte que formen els plans.
Les proposicions que es troben demostrades per Euclides tenen la seva contrapart en aquesta primera secció de l'Sphaerica.
Alguns exemples són alguns teoremes de congruència o bé, "si dos triangles tenen dos costats iguals, aleshores els angles subtendits per aquests dos costats són iguals". Però Menelau parla del "cas ambigu", el qual també es troba al llibre VII d'Euclides. Altre exemples del paral·lelisme s\'on teoremes sobre triangles isòsceles i la relació costat major-angle major. Hi ha molts més resultats que es troben en els dos llibres (sovint amb alguna adaptació al cas esfèric).
A continuació parlarem d'una proposició bastant important:

### Proposició I.10

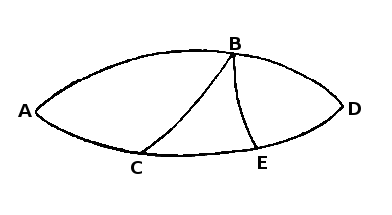
Figura explicativa de la proposició I.10

Usant la notació habitual A,B,C, vèrtexs (o angles interns del triangle) i a,b,c costats oposats. L'enunciat del teorema seria bàsicament: Si l'angle exterior a C és 180°-C, llavors és més petit o igual que (més gran que) A si i només si a+c és més gran o igual que (més petit que) 180°.

#### Prova
En el triangle ABC suposem que c+a més gran o igual que (més petit que) 180°. Sigui D, el pol oposat a A. Llavors, BC és més gran o igual que (més petit que) BD, ja que AD=180°.
A més BDC és més petit o igual que (més gran que) BCD.
Com que BCD=180°-C i BDC, llavors tenim l'enunciat demostrat.
Més tard els lemes parlen dels punts mitjans dels costats. Per exemple si M,N,P són els punts mitjans de a,b,c, aleshores MN<c/2 (I.23).
Les últimes proposicions es tracten de l'estudi de la intersecció d'un gran cercle que passa per B i interseca el costat AC, on considera diferents casos.
No obstant, hi ha resultats que no tenen anàleg en els Elements (o bé són falsos en geometria plana). Per exemple, en la proposició 11 es prova que els tres angles d'un triangle esfèric sempre sumen més que dos angles rectes, i a més prova l'equivalència en la suma dels angles de qualsevol triangle. D'altra banda, també apareix el següent enunciat: si dos triangles tenen iguals els angles un a un, aleshores els dos triangles són congruents. Cal dir que Menelau no distingeix entre triangles simètrics i triangles congruents.
Menelau no utilitza les proves de Euclides adaptades a l'esfera, sinó que esquiva les demostracions per reducció a l'absurd. A vegades el seu tractament en el cas de congruències de triangles, evitant les demostracions per reducció a l'absurd, és més complet que el d'Euclides.
En referència a això, una llegenda aràbiga diu que en una ocasió, Menelau es va adreçar a un príncep dient-li que havia descobert una forma meravellosa de raonar. L'anècdota pot ser deguda a l'originialitat de les seves idees, que posteriorment, va ser àmpliament reconeguda pel món àrab.

## Llibre II
En el segon llibre hi ha poc contingut matemàtic i, per tant, serà comentat breument. En aquesta segona part de l'obra es troben unes proposicions d'interès purament astronòmic, que es tracten de generalitzacions de l'Sphaerica de Teodosi. De fet moltes proposicions del llibre III de Teodosi estan fetes en aquesta secció. Tot i això les demostracions fetes per Menelau acostumen a ser més breus que les de l'altre autor.

## Llibre III
En el llibre III destaca per sobre de tot el teorema de Menelau en l'esfera. A l'obra, el teorema s'enuncia en termes d'arcs de cercles dins la superfície esfèrica i d'arcs.

### Teorema de Menelau

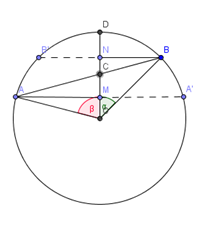
Configuració del lema 1.

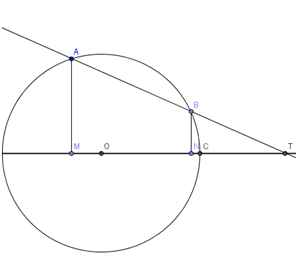
Configuració del lema 2.

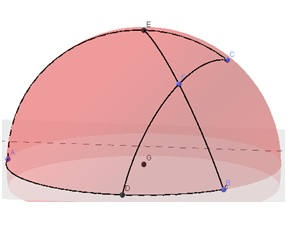
Configuració de Menelau.

| Entre dos arcs ADB i AEC, de cercles màxims, hi ha dos arcs DFC i BFE que intersequen els altres dos arcs i s'intersequen entre ells a F. Tots els arcs són més petits que un semicercle. S'ha de provar: {\displaystyle {\frac {\sin CE}{\sin EA}}={\frac {\sin CF}{\sin FD}}{\frac {\sin DB}{\sin BA}}} |

#### Prova
Per demostrar-ho s'utilitzen dos lemes previs. En la seva demostració, Menelau fa servir la corda.
1)En el dibuix del lema 1 es compleix:
{\displaystyle {\frac {AC}{CB}}={\frac {AM}{BN}}={\frac {corda(2AD)/2}{corda(2DB)/2}}={\frac {\sin AD}{\sin DB}}}
2)En el dibuix del lema 2 es compleix:
{\displaystyle {\frac {AT}{BT}}={\frac {AM}{BN}}={\frac {corda(2AC)/2}{corda(2BC)/2}}={\frac {\sin AC}{\sin BC}}}
Ara estem en condicions de demostrar el teorema.
Siguin els arcs de cercle màxim ADB,AEC siguin tallats pels cercles màxims DFC,BFE
els quals es tallen l'un a l'altre en F.
Sigui G el centre de l'esfera i unim GB,GF,GE,AD. Llavors les línies rectes AD,GB estan en un pla, siguin o no paral·leles. Si totes no són paral·leles intersequen en la direcció de B,D o de A,G.
A més AD,GB intersequen en T. Dibuixant les línies rectes AKC,DLC, tallen
GE,GF en K, L respectivament. Llavors K,L,T deuen recolzar-se en una línia recta,
que és la intersecció dels plans determinats per EFB i el triangle ACD. Ara tenim dos línies rectes AC,AT tallades per les línies rectes CD,TK les quals al seu torn intersequen en L. A més per la proposició de Menelau en geometria plana:
{\displaystyle {\frac {CK}{KA}}={\frac {CL}{LT}}{\frac {DT}{AT}}}
I pels lemes
{\displaystyle {\frac {CK}{KA}}={\frac {\sin(CE)}{\sin(EA)}},{\frac {CL}{LT}}={\frac {\sin(CF)}{\sin(FD)}},{\frac {DT}{AT}}={\frac {\sin(DB)}{\sin(BA)}}}